# Kasachische Geburtstraditionen
Als Kasachischen Geburtstraditionen werden die rituellen Feste und Zeremonien nach der Geburt eines Kindes im kasachischen Kulturbereich bezeichnet. 
Das Sprichwort „Haus mit Kind bringt Freude und Glück, ohne Kind ist es wie ein Grab“ ist vielen Kasachen bekannt. Für die Kasachen war die Geburt eines Kindes immer ein bedeutendes und erfreuliches Ereignis. Es gibt zahlreiche Traditionen in der Kindererziehung. Diese Bräuche und Traditionen spielen eine wichtige Rolle für das zukünftige Leben eines Kindes. Bis zum fünften oder sechsten Lebensjahr werden Jungen und Mädchen in denselben Traditionen erzogen, alle Zeremonien, die im Kindesalter durchgeführt werden, sind nicht geschlechtsspezifisch.

## Shildehana
Shildehana ist eine Feier zur Geburt eines Kindes, die am Tag der Geburt abgehalten wird. Freunde und Verwandte kommen in das Haus der Eltern, um zu gratulieren, und feiern gemeinsam mit der Familie. Es findet ein Abendessen statt. Der Vater des Kindes schlachtet ein Opferlamm und bietet verschiedene Fleischsorten an.

## Besik Toi
Besik Toi wird aus der kasachischen Sprache als eine Wiegenfeier übersetzt. Sie findet am dritten Tag nach der Geburt statt. Bei dieser Tradition erhalten die Eltern des Kindes eine Wiege als Geschenk. Die Frau, die bei der Geburt die Nabelschnur durchtrennte, wickelt das Kind ein, bindet es mit speziellen Bändern und legt es in eine Wiege (Besik), die sie zuvor mit Kräutern befeuchtete als rituellen Schutz gegen Krankheiten. Dann bedeckt sie das Kind mit einer Pelzmütze und einem Pelzmantel.
Über dem Bett des Kindes werden kasachische Symbole aufgehängt: ein Knoten und eine Peitsche. 
Zur gleichen Zeit singen die Gäste und beglückwünschen die Familie, nachdem bereits alle Aktionen des Rituals von Liedern und Toasts begleitet wurden. Anschließend findet ein Essen mit traditionellen Gerichten statt.

## Kirkynan Shygaru
Kirkynan Shygaru ist eine Zeremonie vierzig Tage nach der Geburt. Das Kind wird offiziell Freunden und Verwandten vorgestellt.
Man hält das Kind bis zum Ende dieser Zeit noch für zu schwach und ungeschützt vor bösen Mächten. In diesen vierzig Tagen werden dem Neugeborenen die Nägel und Haare nicht geschnitten. Der nun vorgenommene Ritus umfasst das Baden des Babys in 40 Löffel Wasser sowie den ersten Haarschnitt und das Schneiden der Nägel.
Die Zeremonie endet mit einer Feier bei üppigem Essen und Liedern.

## Tusau-kesu
Das Ritual Tusau-Kesu erfolgt, wenn das Kind ein Jahr alt ist. Damit das Kind gut laufen kann, wird es, sobald es die ersten Schritte unternimmt, einer „Beschneidung der Fesseln“ ausgesetzt. Dieses Ritual wird von der Patin organisiert und verläuft wie folgt:
Die Beine des Kindes werden mit schwarz-weißen Fäden in Form einer Acht zusammengebunden. Dies symbolisiert die Vielfalt der Lebenssituationen. Die Fäden werden durchgeschnitten und das Kind auf einem mit einem weißen Tuch bedeckten Pfad geführt, der Glück und Erfolg im Leben symbolisiert. Gäste werfen symbolisch Süßigkeiten, Münzen und Schmuck nach dem Baby. Dieser Teil des Rituals wird Shashu (vergießen) genannt.